# Sinagoga di Sermide
La sinagoga di Sermide, oggi smantellata e riadattata a casa privata, era situata in un edificio in Contrada degli ebrei. 

## La storia
L'edificazione della sinagoga risale al 1598. Per oltre tre secoli l'ambiente servì alle necessità di culto della prospera comunità ebraica di Sermide. Con il declino demografico della comunità nel Novecento, la sinagoga venne chiusa già nel 1936. Gli arredi furono trasferiti alla sinagoga centrale di Milano, dove si trovano tuttora in un piccolo oratorio nei sotterranei del tempio. Il grande aron monumentale, dono nel 1635 della comunità ebraica di Mantova, fu invece portato in Israele dove è esposto in un museo a Gerusalemme. 
L'edificio della sinagoga di Sermide fu danneggiato dai bombardamenti durante la seconda guerra mondiale e quindi riadattato ad abitazione privata (si conservano però ancora tracce visibili degli antichi ambienti).  Nel 2006 si è costituito a Sermide un Comitato per il recupero della ex-sinagoga. 